# Ніколай Коппель
Ніколай Коппель (дан. Nikolaj Koppel) — данський піаніст та журналіст.
Коппель син оперної співачки Лоне Коппель та піаніста Джона Вінтера. Почав грати на фортепіано в три роки, навчався в Королівській Данській консерваторії. У 2000 році заявив що буде продовжувати свою діяльність як журналіст.
Ведучий Євробачення 2014 у Копенгагені.

## Виноски
1. ↑  Ведучі євробачення. Архів оригіналу за 8 травня 2014. Процитовано 7 травня 2014.